# Piotr Kamler
Piotr Kamler (n. 1936, Varșovia, Polonia) este un regizor polonez de film de animație, la origine artist plastic. 

## Studii
Kamler a absolvit Academia de Arte Frumoase din Varșovia. În 1959 a ajuns la Paris, unde își continuă studiile în arte frumoase.

## Activitate
De-a lungul carierei sale, Kamler a activat atât în țara sa natală, cât și în Franța. Șansa de a reveni în Occident în repetate rânduri l-a înstrăinat de subiectele cu tentă politică, fabule subversive practicate de regizorii de animație polonezi rămași în țară.
În Franța, Kamler intră în serviciul de cercetare al Oficiului de Radioteleviziune Franceză (O.R.T.F.), condus de inginerul Pierre Schaeffer (pionier al muzicii concrete). Aici, el are la dispoziție cele mai noi tehnici de tratare a imaginii și sunetului și lucrează alături de compozitorii Bernard Parmegiani, Iannis Xenakis, François Bayle pentru filmele sale de scurt-metraj.
Interesul pentru tehnica de ultimă generație, dar și pentru o nouă modalitate de expresie, imprimă filmelor sale un caracter experimental, șocant pentru spectator. Kamler admiră estetica suprarealistă și utilizează motive caracteristice ei – roți dințate și alte mecanisme; elefantul-paianjen din L'araignéléphant (1967) amintește de cel din pictura lui Salvador Dalí, Vis de trezire generat de zborul unei albine în jurul unei rodii (1944). Dacă în primele sale filme apelează la unele mijloace narative, mai târziu renunță la ele și se apropie de arta abstractă, păstrând pentru formele sale un minim de antropomorfism în sensul executării unor gesturi cu o logică limitată (de exemplu, în lung-metrajul Chronopolis, 1983). În ciuda lipsei unui mesaj, comentatorii nu au încetat să caute simboluri în filmele lui Kamler.
Muzica a constituit uneori sursa de inspirație (preexistând filmului), iar alteori a fost compusă în ton cu imaginile din film; ea se folosește de sonorități moderne în epocă (sunet tratat prin filtre complexe, efecte obținute cu ajutorul sintetizatorului) și se încadrează în zona experimentalului, a muzicii concrete și a celei electronice.
Regizorul a fost preocupat de reprezentarea cât mai fidelă a spațiului tridimensional, obținând efecte de adâncime prin dispunerea atentă a surselor de lumină. El se ocupa personal de aproape tot ce însemna producerea filmului, cuprinzând regie, decoruri, lumini, operatorie.

## Filmografie
- Lignes et points (1961)
- Tournoi (1965)
- La planète verte (1966)
- L'araignéléphant (1967)
- Le trou (1968)
- Le labyrinthe (1969)
- Cours de secours (1973)
- Le pas (1975)
- Chronopolis (1983)
- Une mission éphémère (1993, pentru televiziune)